# Каменный Брод (Красноармейский район)
Ка́менный Брод — село в Красноармейском районе Самарской области. Входит в состав сельского поселения Колывань.

## География
Село находится на расстоянии примерно 18 км (по прямой) к северу от села Красноармейское, административного центра района.

### Часовой пояс
Село Каменный Брод, как и вся Самарская область, находится в часовой зоне МСК+1. Смещение применяемого времени относительно UTC составляет +4:00.

## История
Село известно с 1797 года. В 1851 году насчитывалось 276 дворов, проживало 2122 жителя, в основном — мордва. В советское время работали колхоз имени Жданова и одноимённый совхоз.

## Население
| 2010 |
| ---- |
| 477  |

### Национальный состав
Согласно результатам переписи 2002 года, в национальной структуре населения русские составляли 70 % из 530 чел.